# Litsea salicifolia
Litsea salicifolia là loài thực vật có hoa trong họ Nguyệt quế. Loài này được (Roxburgh ex Nees) Hook. f. miêu tả khoa học đầu tiên năm 1886.